# Сірогози (станція)
Сірогози — проміжна залізнична станція Херсонської дирекції Одеської залізниці на нелектрифікованій лінії Снігурівка — Федорівка між станціями Братолюбівка (42 км) та Нововесела (40 км). Розташована в однойменному селищі Генічеського району Херсонської області.

## Історія
Станція відкрита 1956 року на залізничній лінії Федорівка — Каховка.

## Пасажирське сполучення
З квітня по травень 2019 року та 15 квітня 2020 року на станції  Снігурівка зупинявся нічний швидкий поїзд № 141/142 сполученням Одеса — Маріуполь.
До 25 жовтня 2020 року на станції зупинявся єдиний пасажирський поїзд далекого сполучення «Таврія» № 318/317 сполученням Запоріжжя — Одеса.
До повномасштабного російського вторгнення в Україну на станції Сірогози зупинялися лише приміські поїзди сполученням Херсон — Нововесела.
| Рух поїздів по станції Снігурівка (до 24.02.2022) |                          |                                                       |
| Маршрут сполучення                                | Періодичність курсування |                                                       |
| Приміське сполучення                              |                          |                                                       |
| 6772                                              | Херсон — Нововесела      | Щоденно                                               |
| 6771                                              | Нововесела — Херсон      | Щоденно                                               |
| Далеке сполучення                                 |                          |                                                       |
| 317 «Таврія»                                      | Запоріжжя — Одеса        | Скасований, курсував до 25.10.2020 по парним числам   |
| 318 «Таврія»                                      | Одеса — Запоріжжя        | Скасований, курсував до 26.10.2020 по непарним числам |